# 홍양호
홍양호(洪良浩, 1724년 6월 17일(윤4월 26일) ~ 1802년 2월 17일(음력 1월 15일))는 조선 후기의 문신이다. 본관은 풍산(豊山). 초명은 양한(良漢). 자는 한사(漢師), 호는 이계(耳溪).
이조판서, 공조판서, 예조판서, 사헌부대사헌, 판의금부사, 한성부판윤, 예문관제학, 홍문관제학, 형조판서와 양관대제학 등을 지내고 판중추부사에 이르렀다. 조선 정조 2년(1778년) 함경도 경흥부사(慶興府使)로 재직할 때 지방 행정에 관한 자신의 소견을 체계화하여 기술한 『목민대방(牧民大方)』을 저술하였고, 이 책은 『이계외집』 권11에 수록되었다. 문집으로는 『이계집』이 있다.
묘소는 충청남도 천안시 동남구 용곡동 462-16번지 일봉산 중턱에 있다.

## 저서
- 『목민대방(牧民大方)』
- 『이계집』
- 『이계외집』

## 같이 보기
- 홍경모
- 심수현
- 심육
- 심대윤
- 정제두
- 이광사
- 강화학파
- 양명학
- 소론